# 美幌站

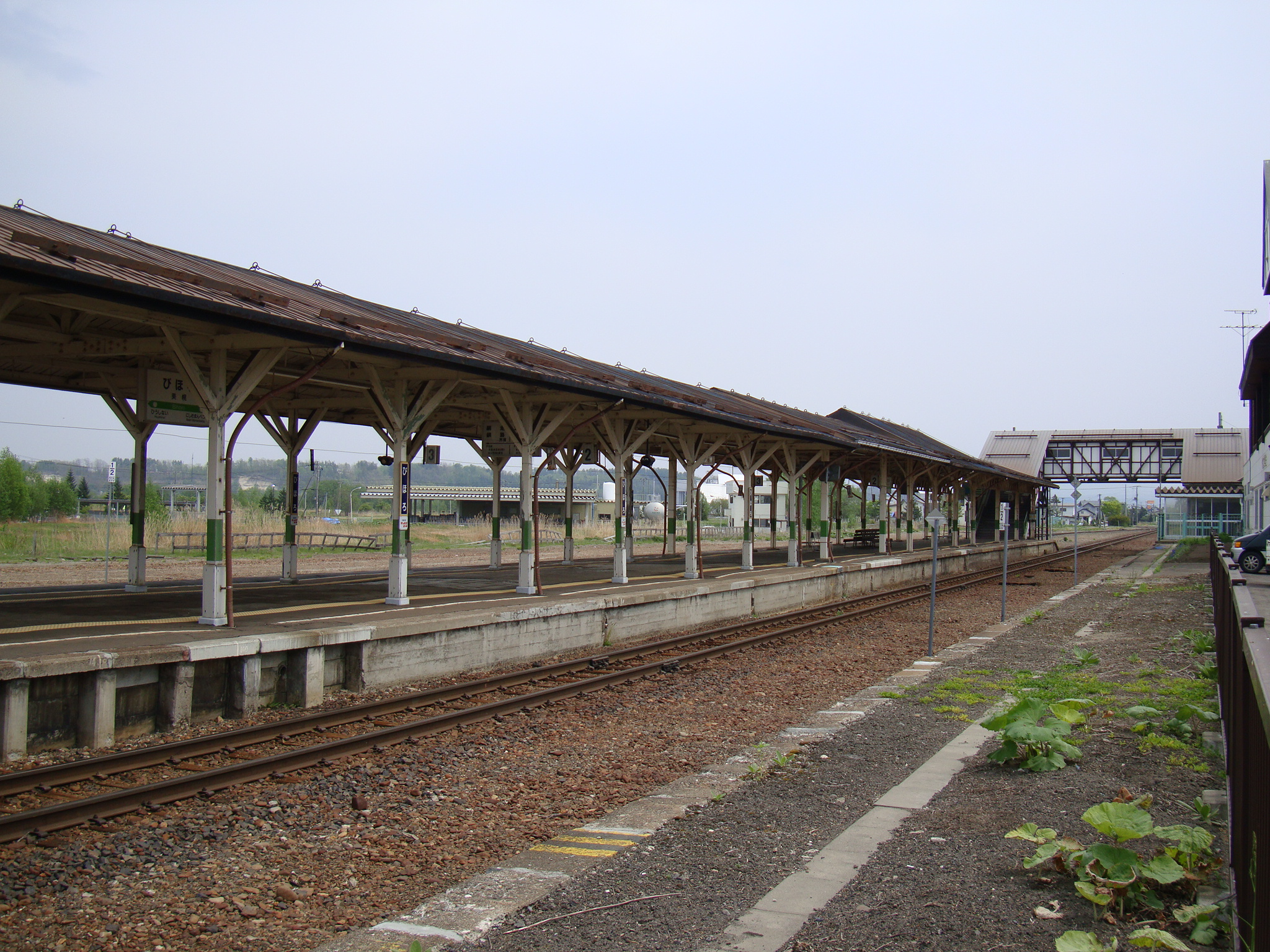
月台

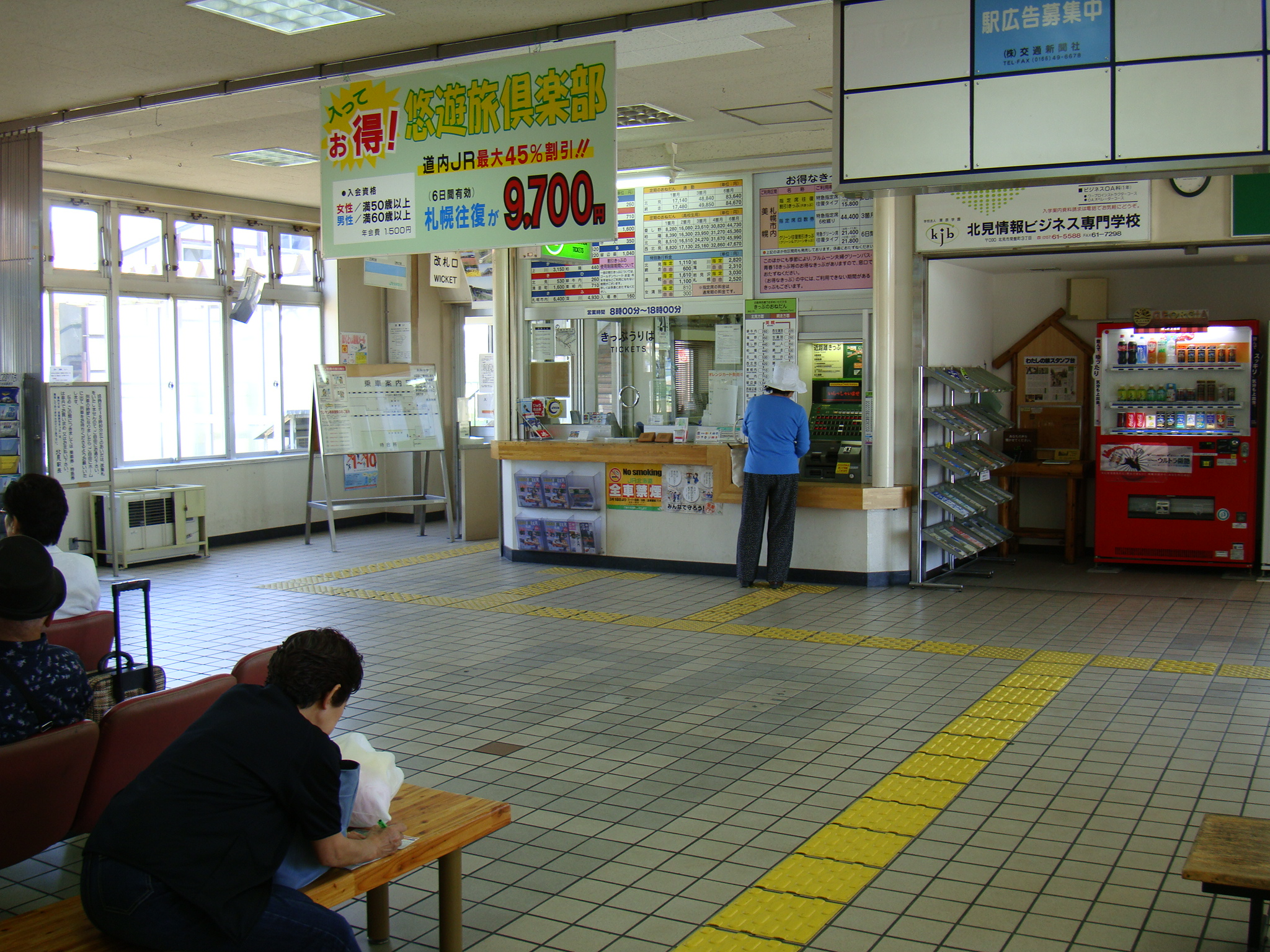
候車室

美幌站（日语：／ Bihoro eki */?）位於北海道網走郡美幌町字新町3丁目，是北海道旅客鐵道（JR北海道）石北本線上的站，車站編號為A65，是特急「鄂霍次克」（オホーツク）的全停車站。過往亦曾是地方交通線相生線的分歧站，但有關路線於1985年時已被廢線。

## 站名由來
阿伊努語pe-poro「多水」或pi-poro「多石」音的訛化。附近為多條河川匯流，水量豐富。

## 車站構造
現時擁有島式月台、1面2線的地面車站。與站房相鄰的側式月台過往是作為相生線使用，在相生線廢線後鐵軌被拆除，月台則放置植栽，旅客無法進入。島式月台與站舍以行人天橋連接。

### 月台配置
| 月台 | 路線      | 方向 | 目的地                     |
| ---- | --------- | ---- | -------------------------- |
| 2    | ■石北本線 | 上行 | 北見、遠輕、旭川、札幌方向 |
| 3    | ■石北本線 | 下行 | 女滿別、網走、知床斜里方向 |

過往曾為有人車站，並設有綠窗口，於日中時間服務，清晨與夜間若無職員時則改由北見站負責，2016年5月1日起，因應精簡業務，改為無人站，並取消了綠窗口服務。部份票務事宜將交由車站附近、已兼辦觀光資訊、都市巴士車票發售及土產銷售的「美幌觀光物産協會」負責。

## 歷史
- 1912年10月5日：由日本國有鐵道設立。
- 1924年11月17日：相生線通車。
- 1959年10月18日：日本甜菜製糖美幌製糖所開始營業，設有一條3.47km的專用線，並開始辦理貨物業務。
- 1985年：

- 3月14日：取消行李處理業務。
- 4月1日：相生線廢線。
- 12月1日：改建站房。與「交通記念館」併設。（1998年則再併設「林業館」）

- 1987年4月1日：國鐵分割民營化後成為北海道旅客鐵道（JR北海道）轄下的車站。
- 1990年：日本石油專用線廢線。同社美幌油槽所的運輸設備則續用，並規畫新富士站（西港站）往來本站的石油運輸列車。
- 2002年4月1日：日本貨物鐵道廢站。
- 2008年7月31日：KIOSK停止營業。
- 2016年5月1日：改為無人站，同時取消綠窗口服務[2]。

## 車站周邊
- 北海道道309號美幌停車場線
- 國道39號・國道240號・國道243號
- 美幌町公所
- 美幌警察署
- 美幌警察署仲町派出所
- 美幌郵局（與日本郵便美幌分店併設）
- 美幌站前郵局
- 網走信用金庫美幌分店
- 北見信用金庫美幌分店
- 北洋銀行美幌分店
- 日本通運美幌分店
- 美幌町農業協同組合（JA美幌町）
- 日本甜菜製糖美幌製糖所
- 美幌町立國民健康保險醫院

## 相鄰車站
北海道旅客鐵道（JR北海道）
■石北本線
- 特急「鄂霍茨克」、「大雪」停靠站

普通
緋牛內（A64）－（美野臨時乘降場）－（鳥之澤臨時乘降場）－美幌（A65）－（※）西女滿別（A66）－女滿別（A67）
（※）下行4677D通過西女滿別站。

## 相關項目
- 日本鐵路車站列表

## 外部連結
- （日語）JR北海道 – 美幌車站 （页面存档备份，存于）
- （日語）全驛參觀之旅 （页面存档备份，存于）